# Andrea Galé
Andrea Veronica Galé (Buenos Aires, 26 giugno 1973) è un'ex cestista argentina.

## Carriera
Con l'Argentina ha disputato i Campionati mondiali del 2002 e due edizioni dei Campionati americani (1993, 2001).